# 巴雷特XM500狙擊步槍
巴雷特XM500（英語：Barrett XM500）是一枝由目前美国槍械製造商巴雷特所研製及生產的氣動式操作、半自動射擊的犢牛式重型犢牛式狙擊步槍（反器材步槍），發射12.7×99毫米北約口徑（.50 BMG）制式步枪子彈。

## 歷史
巴雷特M82A1問世以後，1987年，巴雷特公司研發出更先進的M82A2犢牛式短槍身狙擊步槍，其減輕後座力的設計使其可以手持抵肩射擊而不必使用兩腳架。儘管其性能優異，但M82A2並沒有很成功地打入市場，結果很快就停產了。2006年，巴雷特公司再研發XM500，它的犢牛式設計也與M82A2較為類似。可是XM500了在2006年展出以後的很長一段時間裡都没有再出現。但後來卻奇怪地被马来西亚皇家海军反恐特種部隊PASKAL所採用。

## 概述
它是一枝基於巴雷特M82／M107重型狙擊步槍的.50口徑狙擊步槍。目的是成為一枝比M82更輕和更緊湊的替代品。由於XM500裝有一枝固定的槍管（而不是M82的後座式槍管設計），它很可能會因此有所更高的精度。正如它的前身，它裝有一個可摺疊式及拆下的兩腳架安裝在護木以下。由於該槍沒有準星（機械瞄具），必需利用機匣頂部的MIL-STD-1913戰術導軌上安裝瞄準鏡和／或夜視鏡／其他戰術配件。
由於採用了犢牛式的結構，因此來自M82的10發可拆式彈匣的供彈方式是安裝於扳機的後方。

## 使用國
- 马来西亚
  - 马来西亚皇家海军特種作戰部隊

## 流行文化

### 電子游戏
- 2013年—：命名為「XM500」。

### 動畫
- 2020年—《刀劍神域Alicization》後半部：加百列·米勒以“闇神貝庫達”的身份在Underworld中跟詩乃對戰時曾將手上的武器變成XM500並用以與對方展開槍戰。

## 資料來源
1. ↑  Barrett XM500 page on Modern Firearms & Ammunition website 的存檔，存档日期2007-01-11.

## 外部連結
- （英文）—Defense Review article with several pictures （页面存档备份，存于）
- （英文）—Nowadays Sniper Rifle
- （英文）—Modern Firearms—Barrett XM500 long range sniper rifle （页面存档备份，存于）
- （简体中文）—D Boy Gun World（枪炮世界）—Barrett XM500 （页面存档备份，存于）